# Kanton (Čína)

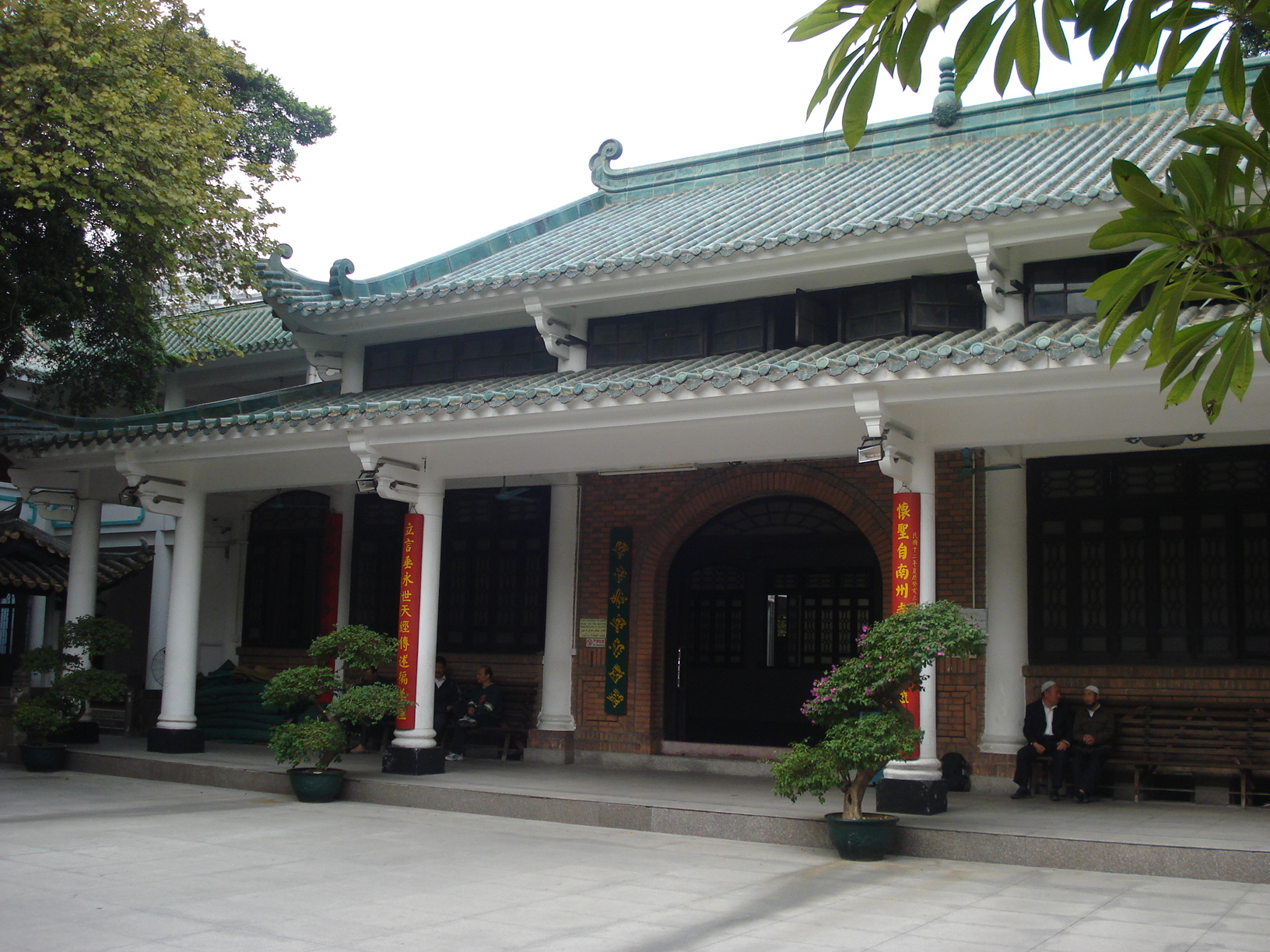
Nejstarší čínská mešita

Kanton (čínsky v českém přepisu Kuang-čou, pchin-jinem Guǎngzhōu, znaky zjednodušené 广州, tradiční 廣州) je město v jižní Číně, hlavní město provincie Kuang-tung. S aglomerací zde žije asi 14 milionů obyvatel a je centrem obchodu. Leží nedaleko ústí Perlové řeky do oceánu. Od jeho jména je odvozen název lokálního čínského jazyka, kantonštiny, která byla od 19. století dominantním jazykem čínských komunit v zahraničí.

## Historie
Kanton byl založen někdy kolem 3. století př. n. l., což je zároveň doba, z níž pocházejí nejstarší zmínky o jeho existenci, zejména o jeho anektování Čínou za vlády dynastie Čchin. Po pádu této dynastie roku 206 př. n. l. se Kanton stal hlavním městem nezávislého státu, ale již roku 111 př. n. l. byl znova anektován Čínou, tentokrát pod vládou dynastie Chan, která z něj učinila hlavní město lokální provincie.

## Doprava
V Kantonu končí vysokorychlostní trať Wu-chan – Kanton vedoucí ze severu z Wu-chanu.
V Kantonu je jedno z nejvýznamnějších čínských letišť, mezinárodní letiště Kanton Paj-jün. Nachází se v obvodech Paj-jün a Chua-tu přibližně 28 kilometrů severně od jádra města. V současné podobě bylo postaveno v roce 2004/2005.

## Administrativní členění
Subprovinční město Kanton se člení na jedenáct celků okresní úrovně, všechno městské obvody.
| Li-wan Jüe-siou Chaj-ču Tchien-che Paj-jün Chuang-pchu Pchan-jü Chua-tu Nan-ša Cchung-chua Ceng-čcheng |        |                       |                    |                                  |
| Název                                                                                                  | Název  | Počet obyvatel (2020) | Rozloha km² (2020) | Hustota zalidnění (obyv. na km²) |
| český přepis                                                                                           | znaky  | Počet obyvatel (2020) | Rozloha km² (2020) | Hustota zalidnění (obyv. na km²) |
| Městské obvody                                                                                         |        |                       |                    |                                  |
| Li-wan                                                                                                 | 荔湾区 | 1 238 305             | 59                 | 20 953                           |
| Jüe-siou                                                                                               | 越秀区 | 1 038 643             | 34                 | 30 729                           |
| Chaj-ču                                                                                                | 海珠区 | 1 819 037             | 90                 | 20 122                           |
| Tchien-che                                                                                             | 天河区 | 2 241 826             | 96                 | 23 272                           |
| Paj-jün                                                                                                | 白云区 | 3 742 991             | 796                | 4 703                            |
| Chuang-pchu                                                                                            | 黄埔区 | 1 264 447             | 484                | 2 612                            |
| Pchan-jü                                                                                               | 番禺区 | 2 658 397             | 530                | 5 016                            |
| Chua-tu                                                                                                | 花都区 | 1 642 360             | 970                | 1 693                            |
| Nan-ša                                                                                                 | 南沙区 | 846 584               | 784                | 1 080                            |
| Cchung-chua                                                                                            | 从化区 | 717 684               | 1 975              | 364                              |
| Ceng-čcheng                                                                                            | 增城区 | 1 466 331             | 1 616              | 907                              |
| |        |                       |                    |                                  |
| Celkem                                                                                                 | Celkem | 18 676 605            | 7 464              | 2 512                            |

## Partnerská města
- Ahmadábád, Indie (září 2014)
- Arequipa, Peru (27. října 2004)
- Auckland, Nový Zéland, (17. února 1989)
- Bangkok, Thajsko (13. listopadu 2009)
- Bari, Itálie (12. listopadu 1986)
- Birmingham, Spojené království (4. prosince 2006)
- Bristol, Velká Británie (23. května 2001)
- Buenos Aires, Argentina (16. dubna 2012)
- Dubaj, Spojené arabské emiráty (18. dubna 2012)
- Durban, JAR (17. července 2000)
- Frankfurt am Main, Německo (11. duben 1988)
- Fukuoka, Japonsko (2. května 1979)
- Hambantota, Srí Lanka (27. února 2007)
- Jekatěrinburk, Rusko (10. července 2000)
- Kazaň, Rusko (6. července 2012)
- Kuvajt City, Kuvajt (25. dubna 2012)
- Kwangdžu, Jižní Korea (25. října 1996)
- Linköping, Švédsko (listopad 1997)
- Los Angeles, USA (8. prosince 1981)
- Lyon, Francie (19. ledna 1988)
- Manila, Filipíny (5. listopadu 1982)
- Oita, Japonsko (1997)
- Petaling Jaya, Malajsie (24. srpna 2012)
- Praha, Česko (2010)
- Recife, Brazílie (22. října 2007)
- Rotterdam, Nizozemsko (18. listopadu 2010)
- Surabaya, Indonésie (21. prosince 2005)
- Sydney, Austrálie (12. května 1986)
- Tampere, Finsko (2. prosince 2008)
- Vancouver, Kanada (27. března 1985)
- Vilnius, Litva (12. října 2006)

## Zajímavosti
- V letech 1901 až 1919 zdejší francouzský poštovní úřad vydal 63 různých známek Francouzské Indočíny s přetisky CANTON. Pošta byla v roce 1922 uzavřena[2].
- Ve městě se nachází nejstarší čínská mešita, podle pověsti založená strýcem proroka Mohameda.

- Televizní věž v Kantonu